# 発表報道
発表報道（はっぴょうほうどう）とは、官公庁や捜査機関などの発表を、主体的に分析、取捨選択することなくそのまま横流しに報道するマスメディアの姿勢を揶揄した言葉である。対義語は調査対象組織の発表だけに頼らずにジャーナリストが自発的に調査する調査報道。

## 概説
本来、マスメディアは国民の知る権利の代行者として公的機関・業界団体などに質問すべきとされているが、日本のマスメディアは発表報道によって公的機関・業界団体など権力の監視という重要な使命を放棄しているという批判がある。
また日本では公的機関・業界団体の発表者の実名を明らかにしないオフレコ報道がまま見られる。
発表報道を醸成させているのは、特オチを嫌い、横並び体質になっている記者クラブにあるとされ、批判の対象になっている。